# Giovanni II di Nevers
Giovanni di Nevers, nota anche come Jean de Bourgogne (Clamecy, 1415 – Nevers, 25 settembre 1491), fu conte di Nevers e Rethel dal 1464 alla morte.

## Biografia
Era figlio del conte di Nevers Filippo e della sua seconda moglie Bona d'Artois.
Suo padre morì ad Agincourt il 25 ottobre 1415 e la contea di Nevers venne eredita da suo fratello maggiore Carlo I di Nevers, che all'epoca aveva un anno di vita.
Dopo la morte del fratello senza prole, nel 1464, Giovanni ereditò la contea di Nevers e Rethel. Nel 1472 ereditò anche il titolo di conte d'Eu da suo zio Carlo d'Artois, morto senza eredi.

## Discendenza
Il 22 gennaio 1436 sposò a Bruxelles Jacqueline, figlia di Raoul d'Ailly. Dall'unione nacquero due figli:
- Elisabetta (1439-21 giugno 1483), erede di Nevers e Eu, sposata a Giovanni I di Kleve;[2]
- Filippo (dicembre 1446-Bruxelles, 7 maggio 1452).

Un anno dopo esser rimasto vedovo sposò a Boussac il 30 agosto 1471 Paolina, figlia di Giovanni II di Brosse, conte di Penthievre. Da questo matrimonio nacque una figlia:
- Carlotta (1472 - 23 agosto 1500), andata sposa a Giovanni d'Albret-Orval, signore di Orval, contessa di Rethel.

La seconda moglie morì a Nevers il 9 agosto 1479 e Giovanni si risposò per la terza volta a Châlus l'11 marzo 1480 con Francesca d'Albret-Orval.
Oltre ai figli legittimi ne ebbe altri due naturali da Marguerite de Ghistelles:
- Pietro di Nevers, legittimato nel 1479;
- Filippo di Nevers (†1522), legittimato nel 1473, signore di Rosoy.

## Ascendenza
|                              |                   |                        | Genitori                  |  |  | Nonni |  |  | Bisnonni               |  |  | Trisnonni             |  |
|                              |                   |                        |                           |  |  |       |  |  | Giovanni II di Francia |  |  | Filippo VI di Francia |  |
|                              |                   |                        |                           |  |  |       |  |  | Giovanni II di Francia |  |  | Filippo VI di Francia |  |
|                              |                   | Giovanna di Borgogna   |                           |  |  |       |  |  | Giovanni II di Francia |  |  |                       |  |
| Filippo II di Borgogna       |                   |                        |                           |  |  |       |  |  | Giovanni II di Francia |  |  |                       |  |
|                              |                   | Bona di Lussemburgo    | Giovanni I di Lussemburgo |  |  |       |  |  |                        |  |  |                       |  |
|                              |                   | Bona di Lussemburgo    | Giovanni I di Lussemburgo |  |  |       |  |  |                        |  |  |                       |  |
|                              |                   | Bona di Lussemburgo    | Elisabetta di Boemia      |  |  |       |  |  |                        |  |  |                       |  |
| Filippo di Nevers            |                   | Bona di Lussemburgo    |                           |  |  |       |  |  |                        |  |  |                       |  |
|                              |                   | Luigi II di Fiandra    | Luigi I di Fiandra        |  |  |       |  |  |                        |  |  |                       |  |
|                              |                   | Luigi II di Fiandra    | Luigi I di Fiandra        |  |  |       |  |  |                        |  |  |                       |  |
|                              |                   | Luigi II di Fiandra    | Margherita I di Borgogna  |  |  |       |  |  |                        |  |  |                       |  |
| Margherita III delle Fiandre |                   | Luigi II di Fiandra    |                           |  |  |       |  |  |                        |  |  |                       |  |
|                              |                   | Margherita di Brabante | Giovanni III di Brabante  |  |  |       |  |  |                        |  |  |                       |  |
|                              |                   | Margherita di Brabante | Giovanni III di Brabante  |  |  |       |  |  |                        |  |  |                       |  |
|                              |                   | Margherita di Brabante | Maria d'Évreux            |  |  |       |  |  |                        |  |  |                       |  |
| Giovanni II di Nevers        |                   | Margherita di Brabante |                           |  |  |       |  |  |                        |  |  |                       |  |
|                              | Giovanni d'Artois | Roberto III d'Artois   |                           |  |  |       |  |  |                        |  |  |                       |  |
|                              | Giovanni d'Artois | Roberto III d'Artois   |                           |  |  |       |  |  |                        |  |  |                       |  |
|                              | Giovanni d'Artois | Giovanna di Valois     |                           |  |  |       |  |  |                        |  |  |                       |  |
| Filippo d'Artois             | Giovanni d'Artois |                        |                           |  |  |       |  |  |                        |  |  |                       |  |
|                              |                   | Isabella di Melun      | Giovanni I di Melun       |  |  |       |  |  |                        |  |  |                       |  |
|                              |                   | Isabella di Melun      | Giovanni I di Melun       |  |  |       |  |  |                        |  |  |                       |  |
|                              |                   | Isabella di Melun      | Isabella d'Antoing        |  |  |       |  |  |                        |  |  |                       |  |
| Bona d'Artois                |                   | Isabella di Melun      |                           |  |  |       |  |  |                        |  |  |                       |  |
|                              |                   | Giovanni di Valois     | Giovanni II di Francia    |  |  |       |  |  |                        |  |  |                       |  |
|                              |                   | Giovanni di Valois     | Giovanni II di Francia    |  |  |       |  |  |                        |  |  |                       |  |
|                              |                   | Giovanni di Valois     | Bona di Lussemburgo       |  |  |       |  |  |                        |  |  |                       |  |
| Maria di Berry               |                   | Giovanni di Valois     |                           |  |  |       |  |  |                        |  |  |                       |  |
|                              |                   | Giovanna d'Armagnac    | Giovanni I d'Armagnac     |  |  |       |  |  |                        |  |  |                       |  |
|                              |                   | Giovanna d'Armagnac    | Giovanni I d'Armagnac     |  |  |       |  |  |                        |  |  |                       |  |
|                              |                   | Giovanna d'Armagnac    | Beatrice di Clermont      |  |  |       |  |  |                        |  |  |                       |  |
|                              |                   | Giovanna d'Armagnac    |                           |  |  |       |  |  |                        |  |  |                       |  |